# Calanais VIII
Le cercle de pierres de Calanais VIII (Tursachan) est l'une des nombreuses structures de mégalithes autour du site  Calanais I sur la côte ouest de l'île de  Lewis dans les Hébrides extérieures.

## Histoire
La zone autour de Calanais comprend 21 monuments érigés autour de 3000 av. J.-C. Cet ensemble mégalithique est appelé Callanish en anglais et tire son nom du village voisin de Callanish. En gaélique écossais, le site est appelé Clachan Chalanais ou Tursachan Chalanais.

## Caractéristiques
Le site de Calanais VIII est composé d'un alignement unique de quatre grandes pierres formant en demi-cercle en bordure de falaise. Celui-ci se trouve sur l'île de Great Bernera et fait face à l'île de  Lewis. Il semblerait que la forme originelle de cet alignement soit bien un demi-cercle dans la mesure où rien n'indique que la falaise ait pu s'effondrer à cet endroit en emportant l'autre partie du cercle. La hauteur des pierres varie de 0,9 à 2,7 mètres tandis que le diamètre du demi-cercle est d'environ 20 mètres.

## Localisation
Calanais VIII est situé à proximité du pont reliant l'île de Great Bernera à l'île de Lewis. Un sentier permet d'atteindre le site depuis la route B8059. Le site est à environ 9 km de Calanais VI.